# Archaea (genre)
Pour l’article homonyme, voir Archaea.
Genre
Archaea est un  genre fossile d'araignées aranéomorphes de la famille des Archaeidae.

## Distribution
Les espèces de ce genre ont été découvertes dans de l'ambre de la mer Baltique et de Bitterfeld en Saxe-Anhalt en Allemagne, ainsi qu'en Lituanie et Pologne. Elles datent du Paléogène.

## Liste des espèces
Selon The World Spider Catalog 15.0 :
- †Archaea bitterfeldensis Wunderlich, 2004
- †Archaea compacta Wunderlich, 2004
- †Archaea paradoxa C. L. Koch & Berendt, 1854
- †Archaea pougneti Simon, 1884

## Publication originale
- (de) Carl Ludwig Koch et Georg Carl Berendt, Die im Bernstein befindlichen Crustaceen, Myriapoden, Arachniden und Apteren der Vorwelt., vol. 1, Berlin, coll. « Die in Berstein befindlichen Organischen Reste der Vorwelt. », 1854, 1-124 p., chap. 2.